# ホセ・ルイス・パロミノ
ホセ・ルイス・パロミーノ（José Luis Palomino，1990年1月5日 - ）は、アルゼンチン・トゥクマン州サン・ミゲル・デ・トゥクマン出身のサッカー選手。カリアリ・カルチョ所属。ポジションは、ディフェンダー。

## 経歴
2016年6月30日、PFCルドゴレツ・ラズグラドに移籍。
2017年6月、アタランタBCに400万ユーロの移籍金で加入した。2018-19シーズンより第3主将を務める。
2024年8月13日、カリアリ・カルチョに1年契約で移籍した。